# Java oriental

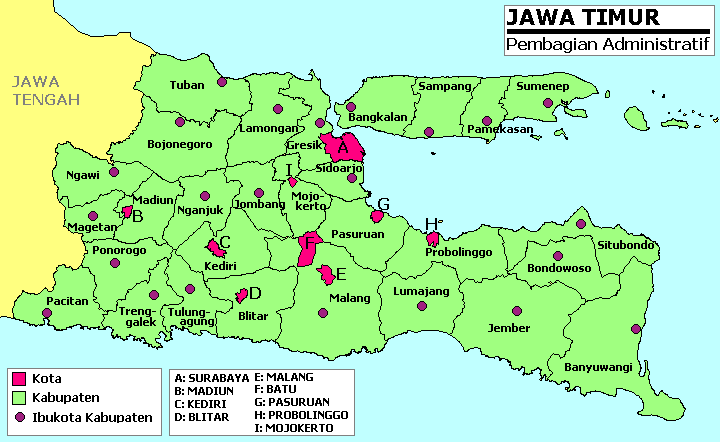
Les kabupaten et kota (en rose) de Java Est. Les points roses sont les chefs-lieux de kabupaten.

Java oriental ou Java Est (en indonésien : Jawa Timur, parfois abrégé Jatim, en javanais : Jawi Wétan, en madurais : Jhâbâ Tèmor) est une province d'Indonésie située à l'est de l'île de Java. En plus du tiers est de Java, elle inclut l'île de Madura et 129 autres petites îles, dont les îles Kangean et les îles Masalembu. Elle est bordée à l'ouest par la province de Java central, au nord par la mer de Java, à l'est par le détroit de Bali et au sud par l'océan Indien.
Sa capitale, Surabaya, est la deuxième ville la plus peuplée d'Indonésie et un centre économique majeur du pays.

## Divisions administratives
Java oriental est constituée de vingt-neuf kabupaten :
- Bangkalan (Bangkalan)
- Banyuwangi (Banyuwangi)
- Blitar (Kanigoro)
- Bojonegoro (Bojonegoro)
- Bondowoso (Bondowoso)
- Gresik (Gresik)
- Jember (Jember)
- Jombang (Jombang)
- Kediri (Kediri)
- Lamongan (Lamongan)
- Lumajang (Lumajang)
- Madiun (Madiun)
- Magetan (Magetan)
- Malang (Kepanjen)
- Mojokerto (Mojokerto)
- Nganjuk (Nganjuk)
- Ngawi (Ngawi)
- Pacitan (Pacitan)
- Pamekasan (Pamekasan)
- Pasuruan (Pasuruan)
- Ponorogo (Ponorogo)
- Probolinggo (Kraksaan)
- Sampang (Sampang)
- Sidoarjo (Sidoarjo)
- Situbondo (Situbondo)
- Sumenep (Sumenep)
- Trenggalek (Trenggalek)
- Tuban (Tuban)
- Tulungagung (Tulungagung)

et neuf kota :
- Batu
- Blitar
- Kediri
- Madiun
- Malang
- Mojokerto
- Pasuruan
- Probolinggo
- Surabaya

## Histoire
La plus ancienne inscription trouvée à Java Est est celle dite de Dinoyo, trouvée dans ce village près de Malang. Datée de 760, elle annonce que le roi Dewasimha de Kanyuruhan a fondé un temple dédié à Agastya, un sage hindou. Il s'agit vraisemblablement du temple de Badut qui se trouve dans le village de Kejuron (forme moderne de Kanyuruhan), au nord-ouest de Malang.
Suit un "silence" épigraphique de plus de 150 ans. Une inscription datée de 928 proclame alors que le roi Mpu Sindok a transféré son palais du centre à l’est de Java.
Pendant un certain temps, aucun centre de pouvoir à Java Est ne semble émerger pour devenir une capitale permanente, encore moins pour dominer les autres entités politiques. La résidence d'un prince vaincu est tout simplement abandonnée. Une inscription datée de 1041 sur ce qu'on appelle la “pierre de Calcutta” (parce qu'elle est conservée au Musée indien de Calcutta) raconte qu'en 1016 a lieu “la destruction du monde”, c'est-à-dire de la capitale du royaume, et que celui-ci s'effondre. On pense qu'il s'agit de la rébellion d'un vassal. Le pouvoir est restauré par le gendre du roi, Airlangga, un prince dont le père est balinais.
De 1017 à 1019, Airlangga avait vécu parmi des ermites. Il est ensuite acclamé souverain de la petite principauté de Pasuruan sur la côte nord de Java Est. En 1028, il se lance dans une offensive militaire contre les rebelles, qu'il finit par défaire en 1035. Airlangga installe sa capitale à Janggala, dans l'arrière-pays de l'actuelle Surabaya.
Il abdique en 1045. Prévoyant que ses deux fils risquent de se quereller, il partage son royaume en deux. L'un des fils reçoit la partie, appelée Daha, Kediri ou Panjalu, et l'autre la partie nord, qui s'appelle toujours Janggala.
Le Nagarakertagama, un poème épique écrit en 1365 sous le règne du roi Hayam Wuruk de Majapahit, raconte que les fils d'Airlangga refusent d'honorer les volontés de leur père. Suivent des guerres de succession qui ne prendront fin qu'au début du XIIe siècle. Kediri devient finalement le plus puissant royaume de Java Est.

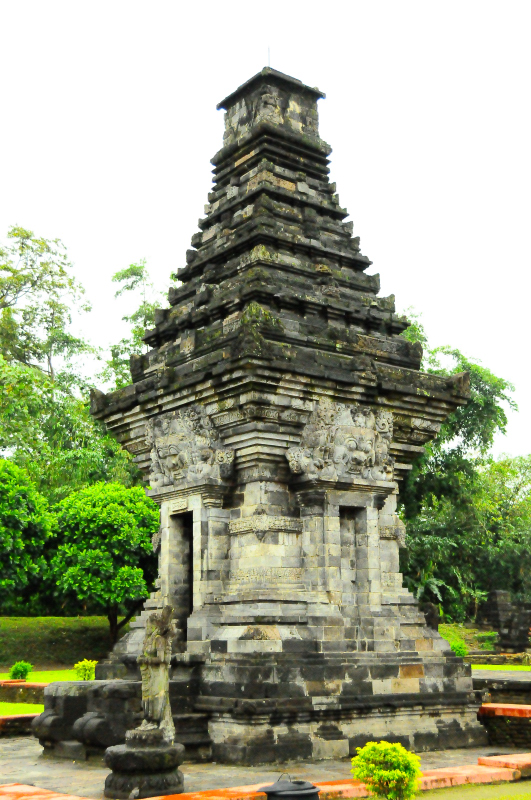
Le temple de Panataran, près de Blitar, date du XIVe siècle

D'après le Pararaton ou « Livre des rois », un autre poème épique écrit en moyen-javanais, donc bien plus tard au XVIe siècle, le roi de Kediri, Kertajaya, est assassiné en 1222 par un homme d'origine obscure, Ken Arok, qui fonde le royaume de Singasari à l'est de Kediri. Singasari devient à son tour la principale puissance de Java Est.
Le débarquement d'un corps expéditionnaire sino-mongol en 1292 coïncide avec l'avènement d'un nouveau royaume, Majapahit, dont la capitale est construite près de l'actuelle Mojokerto au sud-ouest de Surabaya. Ce royaume atteint son apogée sous Hayam Wuruk (règne 1350-1389), assisté de son premier ministre Gajah Mada. Le Nagarakertagama, un poème épique écrit en 1365 sous Hayam Wuruk, dresse une liste des royaumes et principautés censés prêter allégeance à Majapahit, qui couvrent pratiquement toute l'actuelle Indonésie.
En réalité, le territoire directement contrôlé par Majapahit consistait dans la vallée fertile du fleuve Brantas. Un certain nombre de régions de Java, jusqu'à Mataram dans le centre de l'île (l'ancienne terre de la dynastie des Sanjaya qui a construit Prambanan), étaient données en apanage à des seigneurs sans doute apparentés au roi. Les régions au sud et à l'est étaient considérées comme marginales.
À la fin du XVe siècle, des querelles de succession entraînent le déclin de Majapahit, qui passe en 1478 sous le contrôle des princes de Kediri. Les troupes du royaume musulman javanais de Demak conquièrent à leur tour Kediri en 1527. À l'extrémité orientale de Java Blambangan, qui faisait partie des contrées marginales pour Majapahit, reste hindouiste et se met sous la protection des rois balinais.
Les ports de Majapahit sont Surabaya à l'embouchure du Brantas, Gresik au nord de Surabaya, fondé au début du XIVe siècle par un Chinois, et Tuban sur la côte nord. Le grand amiral chinois Zheng He, qui mènera sept expéditions vers l'Inde, le Moyen-Orient et l'Afrique de l'Est entre 1405 et 1433, fait plusieurs fois escale dans ces ports. Musulman, Zheng He note la présence de communautés chinoises musulmanes dans les ports de la côte nord de l'île. Selon des chroniques chinoises la principauté de Gresik au nord de Surabaya, a été fondée par un Chinois au début du XVe siècle.
À la fin du XVe siècle, un Chinois musulman du nom de Cek Ko-po fonde sur la côte nord de Java central la principauté de Demak. Cette nouvelle puissance entreprend la conquête de la côte nord de Java. Lorsque les troupes de Demak arrivent à Java Est en 1527, Majapahit n'existe plus. Mais le prestige de ce royaume est encore tel que le sultan de Demak s'en proclame l'héritier. Toutefois Blambangan échappe au contrôle de Demak. Ses princes, restés hindouistes, se mettent sous la protection des rois balinais.
Le développement urbain de la côte nord de Java, qu'on appelle le Pesisir (ou Pasisir), est lié à l'expansion du commerce maritime du XVe au XVIIe siècle, l'essor des communautés chinoises et la diffusion de l'islam. Il se traduit par l'émergence des principautés portuaires musulmanes dont le souverain ne portent toutefois pas le titre de « sultan ».

### Lesbupatichinois de la famille Han
Au cours des XVIIe et XVIIIe siècles, un état de guerre quasi permanent détruit les récoltes et déplace les populations de la partie orientale de Java Est. La fin des guerres de succession javanaises et la soumission de la principauté de Blambangan se traduit par une période de paix. Celle-ci est mise à profit par des Chinois Peranakan, comme on appelle les Chinois présents depuis des générations à Java et souvent métissés, pour mettre en valeur la région. Les plus remarquables sont la famille Han, qui défriche la région, y font venir des paysans et finissent par administrer la région. 
C'est en 1742, à l'époque des grands massacres de Chinois à Java, que Han Hin Song, pour sauver sa peau, se convertit à l'islam. Il peut alors épouser la fille du bupati de Rajakwesi (aujourd'hui Bojonegoro), dont il a cinq fils. Trois sont élevés comme des Chinois : Han Tju Sing, Han Hing Sing and Han Bui Sing, deux comme des musulmans : Djajeng Tirtonoto et Soeropernollo.
Les fils « chinois » louent des terres  dans la région de Panarukan et de Besuki. Soeropernollo entre au service de Hendrik Breton, opperhoofd (« chef supérieur ») de ce que les Hollandais appellent l'Oosthoek, (l'« extrême est ») de Java. Soeropernollo  devient le chef de la police for Panarukan (1768-76). Breton en fait son héritier.
Un fils de Soeropernollo, Baba Midun, également connu sous le nom de Soeroadiwikromo, est nommé rangga (« chef de sous-district ») de Besuki en 1776, puis tumenggung (« chef de district »)  de Puger (aujourd'hui Jember) et Besuki en 1794. Il épouse une des filles de Notokusumo, prince de Sumenep de Madura. Il devient ainsi le beau-frère du sultan Pakunataningrat (règne 1812-54). Soeroadiwikromo devient également ainsi parent par alliance de Walter Markus Stuart, resident de Sumenep, marié à l'ex-épouse d'un des fils du prince de Sumenep.

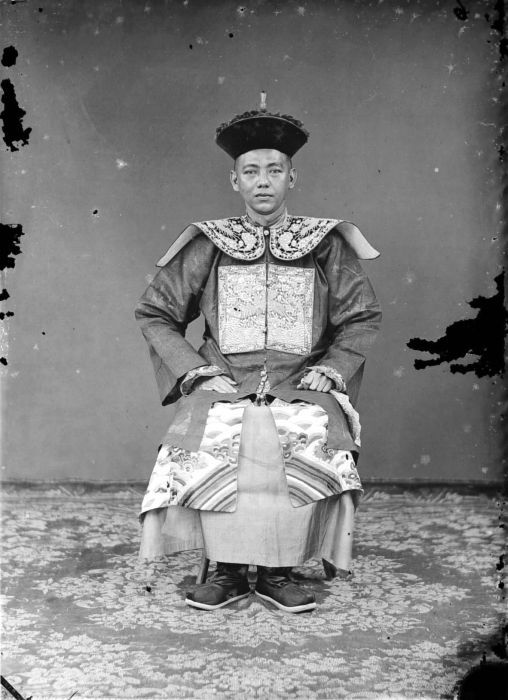
Un lieutenant des Chinois à Bangil à l'époque des Indes néerlandaises

Un autre fils de Soeropernollo, Baba Sam, est nommé rangga de Besuki (1772-76) sous le nom de Soemodiwirjo, puis tumenggung de Bangil (1776-1809). Il prend le titre de Tumenggung Soeroadinegoro. Il devient ensuite regent de Malang avec le titre d'Adipati Soeroadinegoro, puis de Tuban et de Sedayu (1810-18).

## L'État de Java oriental

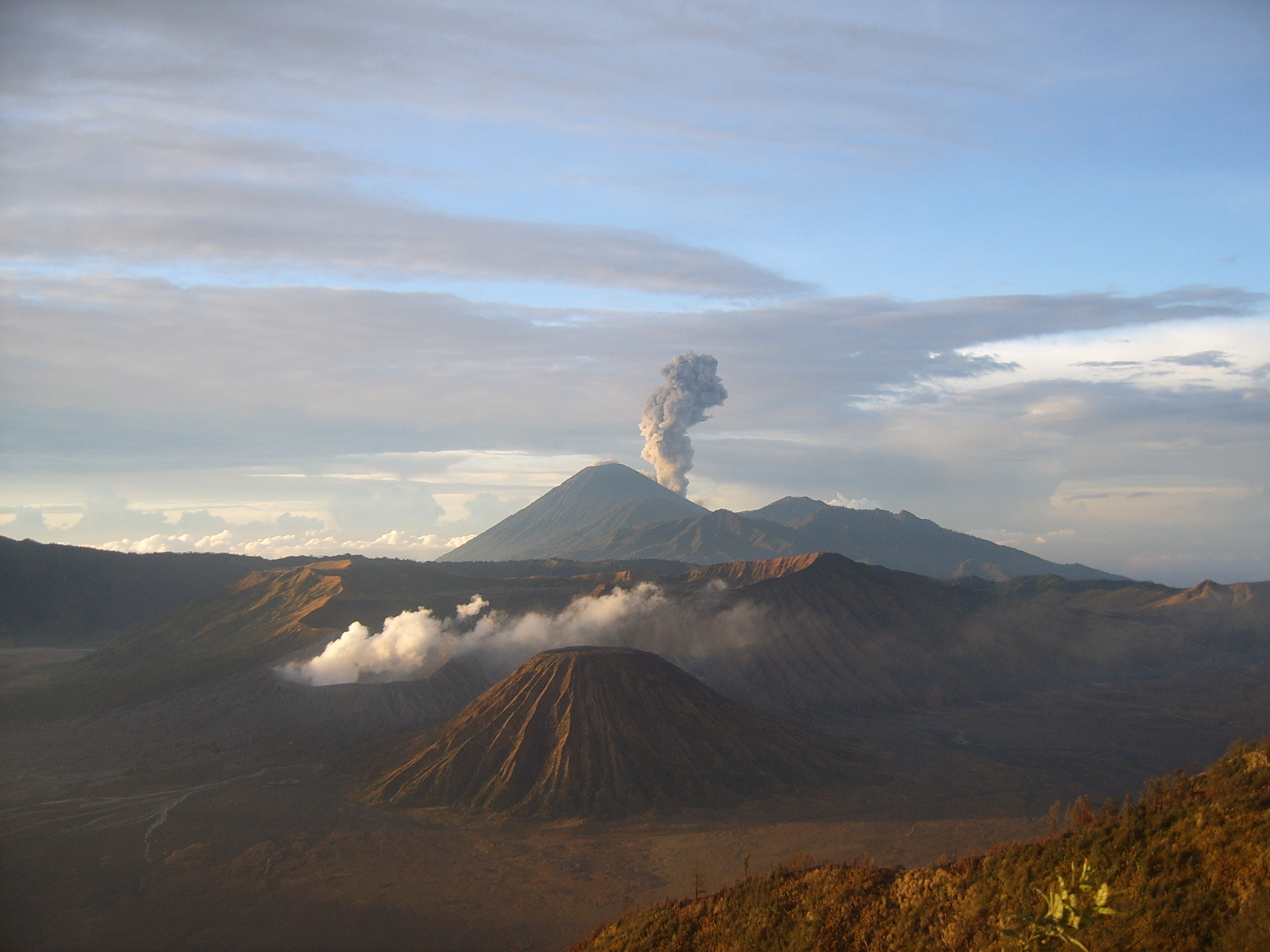
Volcans Bromo (avant-plan) et Semeru

Le 26 novembre 1948 est créé, à l'instigation des néerlandais, l'État de Java oriental (en indonésien : Negara Jawa Timur), qui rejoint la république des États-Unis d'Indonésie formée le 14 décembre 1949. Il est incorporé à la république d'Indonésie le 9 mars 1950.

## Population

### Groupes ethniques
La province de Java oriental est majoritairement habitée par le peuple javanais. Néanmoins, à Madura et aux îles Kangean, le peuple madurais est majoritaire. Des minorités chinoises sont présentes dans les grandes villes javanaises. Il existe également des petites minorités arabes à Surabaya, Gresik et Pasuruan. 
La côte nord de l'est de Java a accueilli une importante population originaire de l'île voisine de Madura en raison de la pauvreté de cette île. 
À l'extrémité est, dans la région de Banyuwangi, on trouve la culture dite Osing. Les Osing, au nombre de 400 000 environ, parlent un dialecte javanais mêlé de balinais. Les Osing sont majoritairement musulmans, mais certains d'entre eux sont hindouistes, qui observent des cérémonies comme le Nyepi (« journée du silence »). À Banyuwangi, on voit ainsi se côtoyer des mosquées et des pura (temples hindouistes). Il y a aussi environ 3 000 Osings chrétiens, dont les croyances sont aussi marquées par l'hindouisme et l'islam.
En 2010, les javanais constituaient 80,69% de la population de la province, les madurais 17,53%, les chinois 0,66% et les autres groupes minoritaires constituaient les 1,06% restants.

### Langues
Les langues vernaculaires des peuples javanais et madurais sont le javanais et le madurais respectivement. La langue véhiculaire de l'Indonésie est l'indonésien, une langue parlée par la quasi-totalité de la population du pays, y compris dans la province de Java oriental.

### Religions
L'hindouisme était la religion majoritaire de Java oriental jusqu'à sa supplantation par l'islam au cours du XIVe et du XVe siècle.
Aujourd'hui, les javanais sont majoritairement musulmans mais certains d'entre eux appartiennent à des minorités chrétiennes et hindoues. De nombreux javanais de la province sont influencés, à des degrés divers, par le kejawen, une forme de syncrétisme entre islam, hindouisme et animisme traditionnel. Les madurais, quant à eux, sont quasiment tous musulmans. La minorité chinoise pratique principalement le christianisme et le bouddhisme.
La province comporte 51 303 mosquées, 106 605 musallas, 2 749 églises protestantes, 524 puras, 173 temples bouddhistes, 38 églises catholiques et 22 temples confucéens.
|                | Population | %          |
| -------------- | ---------- | ---------- |
| Islam          | 40 512 073 | 97,28%     |
| Protestantisme | 679 823    | 1,63%      |
| Catholicisme   | 273 959    | 0,66%      |
| Hindouisme     | 104 658    | 0,25%      |
| Bouddhisme     | 69 158     | 0,17%      |
| Autres         | 4 428      | 0,01%      |
| Total          | 41 644 099 | 41 644 099 |

## Environnement ettourisme
Le parc national de Baluran, dans le nord-est de Java, a été créé à l'origine comme réserve en 1937. Il a acquis son statut actuel en 1982. Il couvre une superficie de 28 000 hectares. Jusque dans les années 1960, il abritait encore le tigre de Java. On y trouve encore le léopard de Java et le banteng.
La péninsule de Blambangan possède de magnifiques plages de sable blanc, fréquentées par des surfers. On y trouve aussi le parc national d'Alas Purwo.